# One Size Fits All
One Size Fits All je studiové album americké rockové skupiny Frank Zappa and the Mothers of Invention, vydané v roce 1975 u DiscReet Records. Jedná se o poslední album skupiny Mothers of Invention (v té době už „Frank Zappa and the Mothers of Invention“).

## Seznam skladeb
Všechny skladby napsal Frank Zappa.
| Strana 1 | Strana 1              | Strana 1 |
| Pořadí   | Název                 | Délka    |
| -------- | --------------------- | -------- |
| 1.       | Inca Roads            | 8:45     |
| 2.       | Can't Afford No Shoes | 2:38     |
| 3.       | Sofa No. 1            | 2:39     |
| 4.       | Po-Jama People        | 7:39     |

| Strana 2 | Strana 2               | Strana 2 |
| Pořadí   | Název                  | Délka    |
| -------- | ---------------------- | -------- |
| 1.       | Florentine Pogen       | 5:27     |
| 2.       | Evelyn, a Modified Dog | 1:04     |
| 3.       | San Ber'dino           | 5:57     |
| 4.       | Andy                   | 6:04     |
| 5.       | Sofa No. 2             | 2:42     |

## Sestava
- Frank Zappa – kytara, zpěv
- George Duke – klávesy, zpěv, doprovodný zpěv, syntezátor
- Ruth Underwood – marimba, vibrafon, perkuse
- Johnny "Guitar" Watson – zpěv
- James "Bird Legs" Youman – baskytara
- Chester Thompson – bicí, zvukové efekty, hlasy
- Tom Fowler – baskytara
- Captain Beefheart – harmonika
- Napoleon Murphy Brock – tenor saxofon, zpěv, doprovodný zpěv, flétna